# Стрельников, Владимир Константинович
Влади́мир Константи́нович Стре́льников (2 июля 1925, село Рождественское, теперь Мичуринского района — 10 декабря 2014) — советский военный деятель, генерал-полковник (16.12.1982), начальник Военной инженерной радиотехнической академии противовоздушной обороны. Депутат Верховного Совета УССР 11-12-го созывов. Кандидат военных наук, профессор.

## Биография
Родился в семье военного.
В 1941 — 1943 г. — студент Горьковского автотранспортного техникума.
С 1943 г. — в Красной армии. В 1943 — 1944 г. — курсант 3-го Ленинградского военного артиллерийского училища в городе Костроме. В январе 1944 — январе 1946 г. — командир взвода учебного артиллерийского полка. Участник Великой Отечественной войны.
Член ВКП(б) с 1946 года.
В 1946 — 1952 г. — командир батареи, помощник начальника штаба, старший офицер учебного отдела 3-й школы сержантов артиллерийской инструментальной разведки.
В 1952 — 1955 г. — слушатель Военной академии имени Фрунзе.
В 1955 — 1964 г. — командир зенитно-ракетного дивизиона, офицер отдела боевой подготовки, старший офицер оперативного отдела штаба армии, командир зенитно-ракетного полка 1-й армии ПВО особого назначения. В 1964 — 1965 г. — начальник оперативного отдела корпуса ПВО СССР.
В 1965 — 1967 г. — слушатель Военной академии Генерального штаба Вооруженных Сил СССР.
В 1967 — 1977 г. — командир дивизии раннего предупреждения (с 1971 года — 1-й отдельной дивизии предупреждения о ракетном нападении) ПВО СССР в городе Солнечногорске Московской области.
В июне 1977 — декабре 1980 г. — командующий 3-й отдельной армии предупреждения о ракетном нападении особого назначения ПВО СССР.
В декабре 1980 — сентябре 1990 г. — начальник Военной инженерной радиотехнической академии противовоздушной обороны имени Маршала Советского Союза Говорова в городе Харькове.
С 1990 г. — в отставке. Некоторое время преподавал в Военной инженерной радиотехнической академии противовоздушной обороны имени Маршала Советского Союза Говорова в городе Харькове.
Потом — на пенсии в Харькове и в Московской области РФ.
Умер 9 декабря 2014 года. Похоронен на Пуршевском кладбище городского округа Балашиха.

## Награды
- орден Трудового Красного Знамени
- орден Октябрьской революции
- орден Отечественной войны 1-й ст.
- два ордена Красной Звезды
- орден Знак Почета
- орден За службу Родине в Вооруженных Силах СССР 3-й ст.
- медали

## Сочинения
- Стрельников В. К. Развитие средств ПВО и опыт их применения в локальных войнах. // Военно-исторический журнал. — 1986. — № 5. — С.62-67.